# 5 Pułk Piechoty (austro-węgierski)

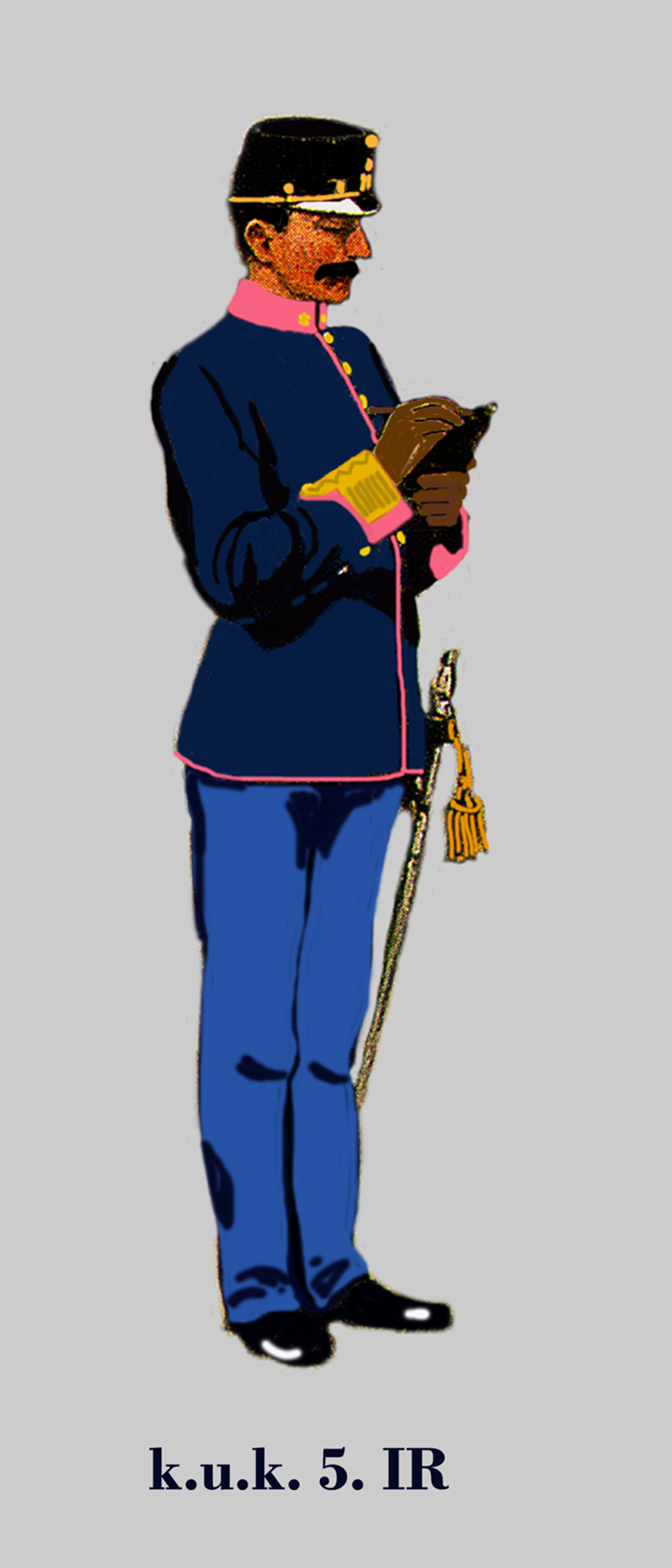
Porucznik IR. 5 w mundurze służbowym

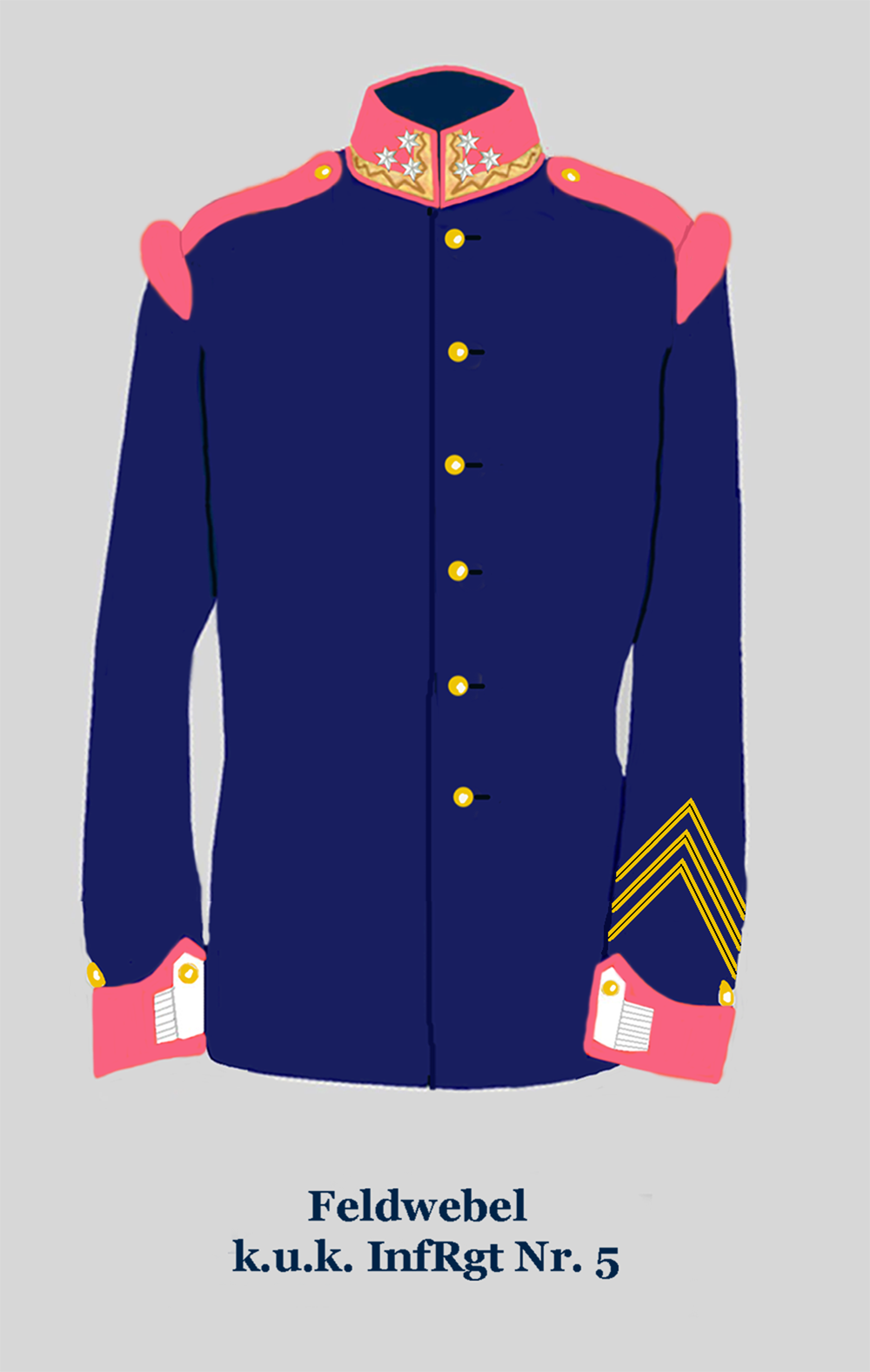
Kurtka munduru feldfebla IR. 5

Węgierski Pułk Piechoty Nr 5 (IR. 5) – pułk piechoty cesarskiej i królewskiej Armii. 

## Historia pułku
Pułk został utworzony w 1762 roku, w latach 1805–1808 5 Pułk Piechoty Cesarstwa Austriackiego.
Pułk stacjonował w Munkács do około 1860, od tego czasu w Szathmár
, potem w Iglau, Brünn, Wiedniu, Kaiser-Ebersdorf, Kaschau.
Okręg uzupełnień nr 5 Satu Mare (węg. Szatmár-Németi, niem. Szatmár) na terytorium 6 Korpusu.
Swoje święto pułk obchodził 24 czerwca w rocznicę bitwy pod Custozą stoczonej w 1866 roku.
Kolory pułkowe: różowy (rosenrot), guziki złote.
W 1873 roku sztab pułku stacjonował w Wiedniu, natomiast komenda uzupełnień oraz batalion zapasowy Satu Mare.
W 1903 roku pułk stacjonował w Egerze z wyjątkiem 4. batalionu, który załogował w Prjepolju.
W 1909 roku komenda pułku razem z 1. batalionem stacjonowała w Preszowie, 2. batalion w Nowej Wsi Spiskiej (Igló), 3. batalion w Satu Mare, a 4. batalion w Sabinovie.
W latach 1910–1914 komenda pułku razem z 1. batalionem stacjonowała w Preszowie (Eperjes), 3. batalion w Satu Mare (węg. Szatmárnémeti), a 4. batalion w Sabinovie (węg. Kisszeben), natomiast 2. batalion był detaszowany w Rogaticy.
W 1914 roku pułk (bez 2. batalionu) wchodził w skład 29 Brygady Piechoty należącej do 15 Dywizji Piechoty, natomiast detaszowany 2. batalion był podporządkowany komendantowi 7 Brygady Górskiej należącej do 1 Dywizji Piechoty.

## Szefowie pułku
Kolejnymi szefami pułku byli:
- FML Eduard Franz Ludwig Fürst von Liechtenstein (1851 – †27 VI 1864),
- król Bawarii Ludwik II Wittelsbach (1864 – †13 VI 1886),
- król Portugalii Ludwik I Bragança (1888 – †19 X 1889),
- FZM Theodor Braumüller von Tannbruck (1889 – †27 II 1904),
- generał kawalerii Wilhelm von Klobučar (od 1904).

W latach 1864–1870 drugim szefem pułku był FML Gustav Heinrich Wetzlar von Plankenstern.

## Komendanci pułku
- płk Conrad Mederer von Mederer und Wuthwehr (1873)
- płk Carl Appiano (1860)
- płk Simon Schwerdtner von Schwertburg (1903–1907)
- płk Viktor Halvar (1908–1909)
- płk Heinrich Pongrácz de Szent-Miklós et Ovár (1910–1912)
- płk Lorenz Frauenberger (1913–1914[24])